# Базовий відсоток
У ймовірності та статистиці, базовий відсоток звичайно стосується первісного (базового) класу ймовірностей, які не залежать від конкретних доказів, часто також відомих під назвою апріорні ймовірності. Наприклад, якщо 1% населення були б «медики», а 99% — не «медики», то базовий відсоток медиків дорівнює 1%.
Базовий відсоток є критичним для порівняння у багатьох науках. Наприклад, спочатку може здатися значущим, що 1000 людей подолали застуду з використанням 'Препарату X', доки ми не отримаємо інформацію про всіх, хто його застосував і не побачимо, що базовий відсоток дієвості склав лише 1/100 (тобто 100 000 людей спробували препарат, але з них 99 000 людей залишились застудженими). Таким чином, ефективність ліків більш ясна, коли доступна інформація про базовий відсоток (слід однак також звертати увагу на базовий відсоток у контрольних групах (які не вживали ліки). Наприклад, якщо там базовий відсоток тих, хто одужав, склав 5/100, то 'Препарат X' насправді не лікує, а погіршує стан, незважаючи на початкову інформацію, що 1000 людей одужала).
Нормативний метод для інтеграції базових відсотків (апріорних ймовірностей) та доказових свідчень є правило Баєса.

## Омана базового відсотку
Значна кількість психологічних досліджень вивчала феномен під назвою відкидання базового відсотку або омана базового відсотку, за якого базовий відсоток категорії не інтегрується нормативним чином з доказовими свідченнями. Математик Кіт Девлін ілюструє ризик такої омани: «уявіть, що певний тип раку вражає 1% населення. Доктор каже, що тест на цей тип має бл. 80% надійності, при цьому 100% визначає тих, у кого є цей тип раку, та дає 'хибно позитивний' результат для 20% здорових людей. Отже, якщо людина отримає позитивний результат, в неї виникне думка, що ймовірність цього раку в неї 80%». Девлін пояснює, що насправді ймовірність менше 5%. Це тому, що в суміші інформації, наданій доктором, відсутній базовий відсоток. Його треба було б спитати: «З кількості людей, які отримали позитивний результат тесту (це група базового відсотку, яка нам цікава), у скількох насправді є цей тип раку?». Звичайно, оцінюючи ймовірність, що певна людина є учасником певного класу, слід враховувати і іншу інформацію, крім базового відсотку, зокрема доказові свідчення. Наприклад, якщо людина одягнута в медичний одяг, має стетоскоп та виписує ліки, ми маємо свідчення, яке може дозволити нам зробити висновок про те, що ймовірність того, що ця конкретна людина є «медиком» значно вища базового відсотку в 1%.